# オリエンタル物産
オリエンタル物産株式会社（オリエンタルぶっさん）とは神奈川県横浜市に本社を構える飲食店の経営・運営会社。

## 店舗
- 寿司・海鮮
  - みなと寿司
  - 魚浜アンドバル
  - 回転寿司魚浜
  - SushiDining魚浜
  - 魚の田が肉
  - 刺身専門店みなと
  - 立ち鮨　あじ平亭
  - たの平亭 刺身専門店
- 居酒屋
  - 魚寅本店
  - 魚寅食堂
- 焼肉／ステーキ
  - 横浜苑
  - あけぼの食堂
  - ジャンボステーキはらぺこや
  - ガーリックテーブル
- 中華
  - 香港厨房
- アジア／エスニック
  - ラーマヤナ
  - 豚ちんかん
  - ラーメン横浜家
- ダイニング
  - 焼き鳥＆Bar GABURIYA

### 過去に存在した店舗
カラオケBOX メイト
カラオケBOX キャメル
カラオケBOX 横浜物語